# Бережной, Иван Михайлович
Иван Михайлович Бережно́й (1 января 1924, Тайыншинский район — 10 апреля 1944, Красноперекопский район, Крымская АССР) — Гвардии младший лейтенант Рабоче-крестьянской Красной Армии, участник Великой Отечественной войны, Герой Советского Союза (1945).

## Биография
Иван Бережной родился 1 января 1924 года в селе Кременчуг Келлеровского района Кокчетавской (ныне — Тайыншинский район Северо-Казахстанской) области Казахской ССР. Получил неполное среднее образование, работал слесарем на станкостроительном заводе в Стерлитамаке.
В августе 1942 года был призван на службу в Рабоче-крестьянскую Красную Армию. С октября 1943 года — на фронтах Великой Отечественной войны. К апрелю 1944 года гвардии младший лейтенант Иван Бережной командовал пулемётным взводом 261-го гвардейского стрелкового полка 87-й гвардейской стрелковой дивизии 2-й гвардейской армии 4-го Украинского фронта. Отличился во время освобождения Крыма.
10 апреля 1944 года Бережной вместе со своим взводом, находясь на левом фланге батальона, прикрывал огнём наступающие цепи. В ходе атаки советских подразделений немецкие войска были выбиты из траншей и начали отступать на вторую линию обороны. Подтянув силы, двумя ротами пехоты при поддержке 4 САУ «Фердинанд», противник предпринял контратаку. Расчёт одного из пулемётов взвода Бережного был выведен в ходе отражения контратаки, после чего он лично встал за пулемёт. Вскоре он был ранен осколками термитного снаряда, разорвавшегося вблизи. Бережной, истекая кровью и сгорая заживо, продолжал расстреливать солдат противника из пулемёта, и погиб, не покинув поля боя. Похоронен в селе Суворово Красноперекопского района Крыма.
Указом Президиума Верховного Совета СССР от 24 марта 1945 года гвардии младший лейтенант Иван Бережной был посмертно удостоен высокого звания Героя Советского Союза.
Был также награждён орденом Ленина, медалью «За оборону Сталинграда». В селе Кременчуге остались родственники — Гринько.

## Память
- Могила Героя Советского Союза И. М. Бережного, Суворово, сельское кладбище,  Объект культурного наследия народов РФ регионального значения. Рег. № 911710902990005 (ЕГРОКН)
- Памятный знак в честь Героя Советского Союза И.М. Бережного, Суворово, дендропарк бригады В. С. Саранчи

В память о Бережном на здании завода, где он работал, и на здании ГПТУ № 1 города Херсона установлены мемориальные доски. В родном селе Кременчуг Тайыншинского района ныне Северо-Казахстанской области Бережному И. М. установлен мемориальный комплекс. Также в честь Бережнова Келлеровская средняя школа носит почётное имя Героя Советского Союза Бережного И. М.
В апреле 2018 года бюст Героя открыт в посёлке Суворово в Крыму.